# 증포중학교
증포중학교(增浦中學校)는 대한민국 경기도 이천시 증포동에 있는 공립 중학교이다.

## 학교 연혁
- 2005년 12월 26일 : 증포중학교 설립인가(30학급)
- 2006년 3월 1일 : 증포중학교 초대 고애경 교장 취임
- 2006년 3월 2일 : 제1회 입학식(9학급 350명)
- 2009년 2월 12일 : 제1회 졸업식(343명)
- 2022년 9월 1일 : 제6대 설현숙 교장 취임
- 2024년 1월 5일 : 제16회 졸업식 (10학급 305명)
- 2024년 3월 4일 : 제19회 입학식 (10학급 320명)

## 참고 자료
- 증포중학교 - 한국교육학술정보원 학교알리미